# Alan IV. Bretonski
Alan IV. (o. 1063. – 13. listopada 1119.) bio je bretonski vojvoda od 1072. do svoje abdikacije 1112. godine. Alan je bio i grof Nantesa te grof Rennesa. Poznat i kao Alan Fergant, Alan je bio posljednji bretonski vojvoda koji je govorio bretonski.
Roditelji Alana IV. bili su vojvotkinja Hawiz i njen suprug, Hoël II., vojvoda Bretanje. Hoël je bio Alanov regent nakon Hawizine smrti.
Godine 1087., Vilim Osvajač oženio je Alana svojom kćerju Konstancijom, koja je postala vojvotkinja. Konstancija i Alan bijahu bez djece. 
Alan i njegova druga supruga, Ermengarda Anžuvinska (umrla 1146.), imali su troje djece: Gotfrida, Konana i Hawise. Konan je postao vojvoda Konan III. Bretonski. Hawise se udala za flandrijskoga grofa Balduina VII., s kojim nije imala djece. Nakon Alanove abdikacije, Alan i Ermengarda razdvojili su se. Alanov izvanbračni sin Brian podupirao je caricu Matildu, kćer Henrika I., kralja Engleza i Engleskinja.